# Wu Weiye

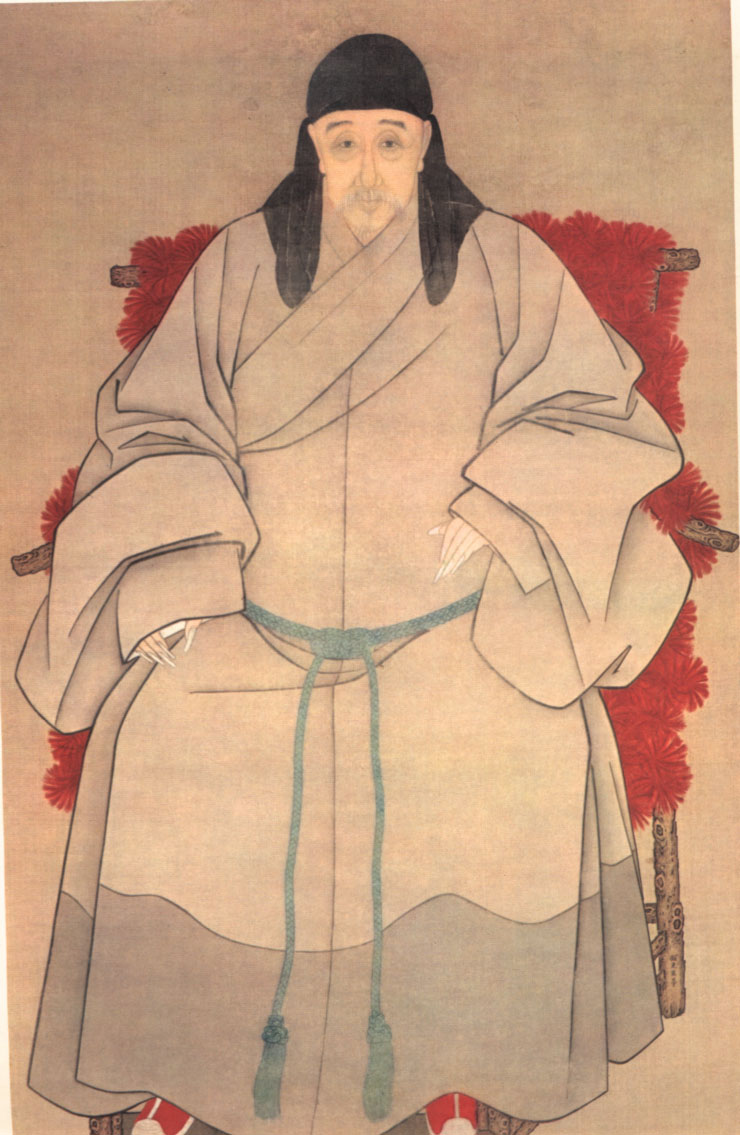
Wu Weiye ca. 1680

Wu Weiye (* 1609; † 1671) war ein chinesischer Dichter und Politiker. Er war ein Dichter der klassischen chinesischen Poesie. Er durchlebte die schwierigen Zeiten des Ming-Qing-Übergangs. Zusammen mit Gong Dingzi und Qian Qianyi ist Wu Weiye als einer der drei Meister des Jiangdong berühmt. Wu Weiye war bekannt dafür, sowohl in der poetischen Form ci (lyrischer Gesang) als auch in der langen siebensilbigen Form gexing über die Ereignisse der Zeit zu schreiben.